# Elisabeth Kottmeier
Anna Elisabeth Kottmeier (* 31. Juli 1902 in Sandowitz (Schlesien); † 11. Januar 1983 in Stuttgart) war eine deutsche Schriftstellerin und Übersetzerin.

## Leben
Als Tochter des Forstrats Adolf Ludwig Wilhelm Hermann Kottmeier (1873–1957) und der Christliebe Charlotte Elisabeth Kottmeier geb. Reichardt (1876–1965) entstammte sie der David-Linie des Bremer Theologen Adolph Georg Kottmeier. Sie wuchs in Bad Harzburg auf und besuchte dort und in Halberstadt die Schule bis zum Abitur 1921. Neben einer Buchhändlerlehre studierte sie vier Semester Psychologie und Kunstgeschichte, arbeitete jedoch ab 1923 als Erzieherin und Kinderfräulein unter anderem in Paris und absolvierte später eine Ausbildung zur staatlich geprüften Wohlfahrtspflegerin.
Als Gasthörerin der Philosophischen Seminare Paul Tillichs und während der Besuche im Volksschulheim des Reformpädagogen und Schriftstellers Fritz Klatt in Prerow sowie durch die späteren Widerstandskämpfer Harald Poelchau und Adolf Reichwein wurde sie literarisch und in ihrer Weltsicht geprägt. Im Zeitraum von 1931 bis 1933 arbeitete sie beim Arbeitsamt in Goslar und wurde aufgrund ihrer sozialdemokratischen Tätigkeiten durch die Nationalsozialisten entlassen. Anschließend war sie als Magd in Ostpreußen tätig.
Nachdem sie von 1934 bis 1945 als Sachbearbeiterin und Bibliothekarin beim Deutschen Institut für Jugendhilfe in Berlin gearbeitet hatte, gelangte sie als Helferin der Aktion Storch über die britische in die amerikanische Besatzungszone, wo sie ab 1947 als Fachkraft für Arbeitsvermittlung in Dinkelsbühl tätig war. Hier lernte sie 1950 den ukrainischen Schriftsteller Ihor Kostezkyj kennen, den sie 1954 heiratete. Sie verstarb 1983 im Alter von 81 Jahren.

## Literarisches Schaffen
Bis 1954 veröffentlichte sie Gedichte und kleine Prosa in Zeitungen, Zeitschriften und Anthologien. Später widmete sie sich vor allem der Übersetzung aus der ukrainischen und der russischen Sprache, teilweise gemeinsam mit ihrem Ehemann. Ihre Anthologie Weinstock und Wiedergeburt gilt als erstes deutschsprachiges Überblickswerk der ukrainischen Dichtung nach dem Zweiten Weltkrieg. Mit Boris Pasternak stand sie in einem freundschaftlichen Verhältnis und regem Briefkontakt. So veröffentlichte sie bereits 1961 eine Auswahl seiner Gedichte. Zu den von ihr übersetzten Autoren zählen u. a. Juri Tynjanow, Bella Achmadulina, Nikolai Erdman, Juri Olescha, Lessja Ukrajinka, Oles Hontschar, Stanisław Jerzy Lec, Schota Rustaweli und Wassyl Barka. Im Jahr 1973 erhielt sie eine Ehrengabe des Andreas-Gryphius-Preises.
1984 gab Petra Köhler gemeinsam mit Reiner Kunze eine Auswahl ihrer Gedichte unter dem Titel Die Stunde hat sechzig Zähne heraus.

## Werke

### Originalwerke (Auswahl)
- Gedichte, in: Die Dichterbühne im Jahre 1950. Erich Blaschker Verlag, Berlin 1950.
- Gedichte, in: Lyrik unserer Zeit. Eine Veröffentlichung der Neuen Deutschen Hefte. C. Bertelsmann Verlag, Gütersloh 1956.
- Die Stunde hat Sechzig Zähne. Gedichte posthum. Hrsg. von Petra Köhler und Reiner Kunze. Edition Toni Pongratz, Hauzenberg 1984.
- Ostpreußische Mägdesommer. Freese, Berlin 1987.

### Übersetzungen (Auswahl)
- Boris Pasternak. Ausgewählte Gedichte und wie sie zu lesen sind. Verlag der Arche, Zürich 1961.
- Elisabeth Kottmeier (Hrsg.): Weinstock der Wiedergeburt. Moderne ukrainische Lyrik. Kessler, Mannheim 1957.
- Wassyl Barka: Trojanden-Roman. Kessler Verlag, Mannheim 1956.